# Juan VI de Bretaña

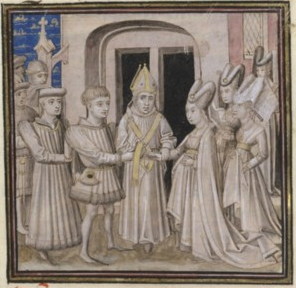
Matrimonio de Juan VI de Bretaña con Juana de Francia

Juan VI el Sabio, nacido en Vannes el 24 de diciembre de 1389, y fallecido el 29 de agosto de 1442, en el manoir de la Touche (hoy en día Museo Dobrée), en las cercanías de Nantes, fue duque de Bretaña entre 1399 y 1442.
Era hijo del duque Juan V y de su tercera esposa, Juana de Navarra. 
Hay que destacar que según la historiografía francesa se le considera como Juan V, pues su abuelo, Juan de Montfort, jamás reinó de facto el ducado, aunque sí se hizo conocer como Juan IV.

## Datos biográficos
Heredó el ducado a la edad de 10 años, quedando bajo la tutela del duque de Borgoña Felipe II el Atrevido. Se reconcilió con el rey de Francia Carlos VI, con una hija del cual (Juana de Francia) había contraído matrimonio. Igualmente se reconcilió con Olivier V de Clisson, que había sido enemigo de su padre. En 1404, derrotó a los ingleses en las cercanías de la ciudad de Brest. Discutió nuevamente con Olivier de Clisson, hasta el punto de que estaba preparando el sitio contra éste, cuando se produjo la muerte del de Clisson. Aliado de los franceses contra los ingleses en las últimas etapas de la guerra de los Cien Años, llegó cuando la batalla de Azincourt ya había concluido al campo de batalla, lo que no obstante le permitió, a muy bajo coste, recuperar la ciudad de Saint-Malo, tal como lo preveía su alianza con el rey de Francia. 
Posteriormente, siguió una política de equilibrio entre ambos partidos, el inglés y el francés: firmó el Tratado de Troyes que desposeía a Carlos VII de Francia, aunque autorizó que su hermano Arturo, condestable de Francia, conocido como condestable de Richmond, para que combatiese bajo las banderas del mismo Carlos VII contra los ingleses.
Firmó la paz con los condes de Penthièvre, pero éstos no habían renunciado a reinar sobre Bretaña. Cuando Juan V fue en una ocasión invitado a una fiesta que los Penthièvre daban en Champtoceaux en el año 1420, a su llegada fue detenido por orden de Margot de Clisson (condesa de Penthièvre), y se le llegó a amenazar con darle muerte. Este secuestro, que carecía de precedentes, hizo enmudecer a las cortes europeas, pero no provocó la intervención del rey de Francia. Juan V recuperó su libertad por las acciones concertadas de su esposa la duquesa Juana de Francia y de buena parte de los barones bretones. 
Juan V combatió posteriormente contra Juan II, conde de Alençon, y puso sitio a Pouancé (1434). No obstante, su hermano Arturo de Richmond, que le acompañaba, le disuadió para que concertase la paz.
Juan V se tenía por el príncipe más apuesto de su época: cuidaba extraordinariamente de su vestimenta, de su mobiliario o del contenido de su despensa y de su mesa.

## Matrimonio y descendientes
Contrajo matrimonio en 1396 con Juana de Francia (1391 † 1433), quien era hija de Carlos VI de Francia y de Isabel de Baviera-Ingolstadt, siendo los padres de:
- Ana (1409 † post.1415).
- Isabel (1411 † 1442), que contrajo matrimonio el 1 de octubre de 1430 con Guy XIV de Laval.[3]
- Marguarita (1412 † 1421)
- Francisco I (1414 † 1450), duque de Bretaña
- Catalina (1416 † post.1421)
- Pedro II (1418 † 1457), duque de Bretaña
- Gilles (1420 † 1450), señor de Prince

| Predecesor: Juan V | Duque de Bretaña (1399-1442) | Sucesor: Francisco I |

- Datos: Q454013
- Multimedia: John V of Bretagne / Q454013